# Kappa (marca)
Kappa és una marca italiana de roba esportiva i estesa a altres segments tèxtils, fundada el 1916 sota el nom de Maglificio Calzificio Torinese (MCT), per la família Vitale. El nom Kappa remet a la lletra de l'alfabet grec que simbolitza el so de la "K".

## Història
Va viure moments de crisi en els anys 1960 i va renéixer el 1997 després de fer fallida aquell mateix any de la mà de Marco Boglione. La seu central està situada a la ciutat de Torí, al nord d'Itàlia. A més de Kappa, el grup està integrat per les marques Jesus Jeans, Robe di Kappa, Superga i K-Way.
L'any 2000 van llançar un nou teixit, denominat "Kombat" el qual van lluir l'equip de futbol AS Roma i la selecció italiana. La seva primera versió era feta d'una combinació de Nylstar Meryl Microfibre i Lycra DuPont.
Aquest compost va ser millorat en les versions posterioea, fent-se més lleuger i ventilat.
Al 2016 l'empresa passà a ser dirigida per Williams.

## Logotip
El 1969, el seu logotip neix per casualitat. Quan en una sessió de fotos del catàleg de vestits de bany Beatrix (una altra marca MCT), un model masculí i femení són fotografiats esquena contra esquena ressaltant la seva silueta per l'il·luminació posterior.
Els fotografs van adonar-se de que havien fet quelcom més que una imatge.
A finals de 1970, MCT es convertirà a la roba esportiva i heretarà la marca Kappa amb el logotip d'Omini, el qual ja s'havia convertit en un símbol reconegut de qualitat i estil.

## Patrocinis
Els següents equips vesteixen uniformes fabricats i subministrats per Kappa:

### Futbol

#### Clubs de futbol

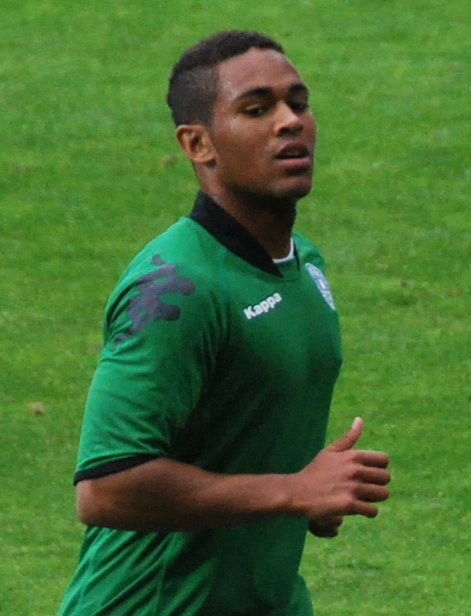
Kevin Mensah de Viborg FF amb una samarreta patrocinada per Kappa.

- Alemanya
  - SG Olympia Leipzig
  - 1. FC Mülheim
  - FSV Mainz 05
- Algèria
  - JSM Bejaia
- Argentina
  - Aldosivi
  - Belgrano de Córdoba
  - Racing Club
  - Santamarina
  - Unión de Santa Fe
  - Vélez Sarsfield
- Austràlia
  - Adelaide United
  - Central Coast Mariners
  - Melbourne Heart FC
- Àustria
  - FC Wacker Innsbruck
- Brasil
  - Botafogo
  - Vitória
  - Vasco da Gama
  - Clube do Remo
- Bulgària
  - PFC Nesebar
- Xile
  - Unión Española
- R.P. de la Xina
  - Changsha Ginde
  - Zhejiang Lvcheng
  - Qingdao Zhongneng
- Corea del Sud
  - Pohang Steelers
- Costa Rica
  - Deportivo Saprissa
- Txèquia
  - FC Baník Ostrava
- Xipre
  - Aris Limassol FC
- Espanya
  - Reial Betis
  - San Fernando CD
  - Extremadura UD
  - CF Villanovense
  - CP Cacereño
  - Córdoba CF
  - CF Reus Deportiu
  - CD Badajoz
  - Mérida AD
  - Atlético Sanluqueño CF
  - Algeciras CF
- Estònia
  - JK Viljandi Tulevik
- Finlàndia
  - Football Club Honka Espoo
- França
  - FC Lorient
  - Le Mans Football Club
  - Stade Lavallois
  - SCO Angers
  - AS Monaco
  - Troyes AC
  - Grenoble Foot
  - Besançon Racing Club
  - USJA Carquefou
  - Jeanne d'Arc de Drancy
  - SC Bastia
- Grècia
  - Panathinaikos F.C.
- Hong Kong
  - Sun Hei SC
- Anglaterra
  - Aston Villa
  - Wigan Athletic
- Israel
  - Maccabi Netanya
- Itàlia
  - Brescia Calcio
  - S.S.C. Napoli
  - ACF Fiorentina
- Japó
  - JEF United Ichihara Chiba
  - Tokyo Verdy
  - Hokkaido Consadole Sapporo
- Marroc
  - FAR Rabat
- Mèxic
  - Atlante FC
- Montenegro
  - Fudbalski Klub Sutjeska Nikšić
- Nicaragua
  - Real Estelí
- Veneçuela
  - Ureña Sport Club
- Paraguai
  - Club Sportivo San Lorenzo
- Romania
  - CS Otopeni
- Sèrbia
  - FK Partizan Belgrado
  - FK Napredak Kruševac
- Singapur
  - Home United FC
- Sud-àfrica
  - Platinum Stars Football Club
- Suècia
  - IFK Göteborg
- Tunísia
  - Club Sportif Sfaxien
- Turquia
  - Denizlispor

#### Futbolistes
- Kaito Kubo

#### Seleccions de futbol
- FiJi
- Gabon
- Nova Caledònia
- Tunísia

### Clubs de rugbi
- Argentina
  - Banco Nación
  - Club Italiano
  - G.E.B.A .
  - Jockey Club de Rosario
  - Club Regatas de Bella Vista
- França
  -     - Club Athlétique Brive-Corrèze

  - Aviron Bayonnais
- Uruguai
  - Círculo de Tenis de Montevideo

### Seleccions de rugbi
- Índia

### Seleccions de showbol
- Argentina

### Clubs de bàsquet
- Argentina
  - Racing Club
  - Union de Santa Fe
- Grècia
  - Maroussi BC
- Israel
  - Hapoel Tel Aviv BC
- Itàlia
  - Pallacanestro Biella
  - Pallacanestro Virtus Roma
- Mèxic
  - Falcons Vermells De Veracruz
- Montenegro
  - KK Buducnost
- Sèrbia
  - KK Metalac Valjevo
  - KK Partizan
  - KK Vizura Beograd
  - KK Swisslion Takovo
- Suïssa
  - SAM Basket Massagno
- Turquia
  - Galatasaray
  - Beşiktaş

### Seleccions de bàsquet
- Bòsnia i Hercegovina
- Croàcia
- Montenegro
- Sèrbia

### Handbol

#### Clubs d'handbol
- Espanya
  - Ademar Lleó

### Seleccions de Taekwondo
- Argentina